# Małyja Bialewiczy
Małyja Bialewiczy (biał. Малыя Бялевічы; ros. Малые Белевичи; pol. hist. Małe Bielewicze) – wieś na Białorusi, w obwodzie mohylewskim, w rejonie mohylewskim, w sielsowiecie Siemukaczy.
W XIX w. znajdowały się tu cerkiew i szkoła. Do 1917 położone były w Rosji, w guberni mohylewskiej, w powiecie bychowskim. Następnie w granicach Związku Sowieckiego. Od 1991 w niepodległej Białorusi.